# Ivan V. Ruski
Ivan V. Ruski oziroma Ivan Aleksejevič (rusko Иван V Алексеевич), ruski car, * 6. september (27. avgust, ruski koledar) 1666, Moskva, Rusko carstvo, † 8. februar (29. januar) 1696, Moskva.
Med letoma 1682 in 1696 je bil sovladar s svojim mlajšim polbratom Petrom Velikim. Ivanova vladavina je bila le nominalna, saj je imel resne fizične in psihične težave.

## Življenjepis
Leta 1682 je Ivanov starejši brat car Fjodor III. umrl brez naslednikov. Pri nasledstvu naj bi preskočili Ivana, ki naj bi bil "netrden v telesu in umu" in prestol naj bi zasedel njegov mlajši polbrat Peter. Vendar so otroci iz prvega zakona Alekseja I. nasprotovali tej potezi. Ivanova starejša sestra Sofija Aleksejevna si je prizadevala, da bi prišel na oblast njen brat Ivan.
25. junija 1682 sta bila kot socarja okronana Ivan V. in Peter I., vendar je imela naslednjih sedem let dejansko moč Ivanova starejša sestra in Petrova polsestra Sofija Aleksejevna. Leta 1689 je bilo regentstvo ukinjeno in vso moč je prevzel 17-letni Peter I. Zadnjih deset let svojega življenja je preživel nezainteresiran za vladanje, se postil in molil. 
Njegova hči Ana Ivanovna je bila ruska carica med letoma 1730 in 1740.

## Vira
- Kelly, Walter Keating (1854). The history of Russia from the earliest period to the Crimean war. H. G Bohn.
- Thackeray, Frank W.; Findling, John E. (31. maj 2012). Events That Formed the Modern World. ABC-CLIO. ISBN 978-1-59884-901-1.